# Lotus 80
Chronologie des modèles (1979)
Lotus 79 Lotus 81
La Lotus 80 est une monoplace de Formule 1 développée par Team Lotus pour disputer le championnat du monde de Formule 1 1979. La voiture, conçue par Colin Chapman, Martin Ogilvie, Peter Wright et Tony Rudd est une tentative de prendre l'effet de sol aussi loin que possible.